# Varzaqan (Verwaltungsbezirk)
Varzaqan (persisch شهرستان ورزقان) ist ein Schahrestan in der Provinz Ost-Aserbaidschan im Iran. Er enthält die Stadt Varzaqan, welche die Hauptstadt des Verwaltungsbezirks ist. 

## Kreise
Der Verwaltungsbezirk gliedert sich in folgende Kreise:
- Zentral (بخش مرکزی)
- Kharwana (بخش خاروانا)

## Demografie
Bei der Volkszählung 2016 betrug die Einwohnerzahl des Schahrestan 52.650. Die Alphabetisierung lag bei 75 Prozent der Bevölkerung. Knapp 17 Prozent der Bevölkerung lebten in urbanen Regionen.
| Zensusjahr | Einwohnerzahl |
| ---------- | ------------- |
| 2011       | 45.708        |
| 2016       | 52.650        |